# Hjärtat sitter till vänster
Hjärtat sitter till vänster är Kjell Höglunds femte musikalbum, utgivet november 1975 hos skivbolaget Alternativ.
Låten "Privilegierad man" spelades in 1974, övriga låtar spelades in 1975.

## Mottagande
Hjärtat sitter till vänster fick ett något blandat mottagande i Aftonbladet; recensionen lovprisade Höglunds tidigare skiva Häxprocess (1973), men ansåg att "kompet" på Hjärtat sitter till vänster "tycks ha blivit för mycket."
På skivan gjorde dock Höglund några av sina efterhanden mest omtyckta låtar, kanske framför allt låtarna "Inåt" och "Min egen begravning."

## Låtlista
Text och musik: Kjell Höglund.

### Sida A
1. "Kjells blos" - 4:00
2. "I skolan fick vi lära oss" - 2:40
3. "Rock Bottom Farm" - 3:08
4. "Vilka är det som stjäl?" - 4:05
5. "Privilegierad man" - 9:20

### Sida B
1. "Baskervilles hund" - 4:25
2. "Lågor för dom döda" - 3:08
3. "Min egen begravning" - 2:26
4. "Inåt" - 6:00
5. "Till glädje och välsignelse" - 2:15
6. "Balladen om den heliga Jeanne d'Arc" - 7:15

## Medverkande
- Kjell Höglund – akustisk gitarr (spår A2, A4, B5, B6), sång
- Thomas Wixtröm – elgitarr
- Bjarne Nyquist – elbas
- Hans-Olof Åhlén – piano
- Lars "Lasse" Holmberg – saxofon, spikpiano, elpiano, flöjt
- Gunnar Wenneborg – trummor
- Bengt Lindgren – bas, elbas, gitarr
- Lasse Englund – gitarrer, sandpapper, banjo
- Greg Fitzpatrick – elbas
- Madeleine Stokes – flöjt
- Rolf Wikström – elgitarr
- Hans Wiktorsson – congas
- Jan Zetterquist – trummor
- Anders Bränngård – gitarr, vissling